# Vorstendom Bulgarije

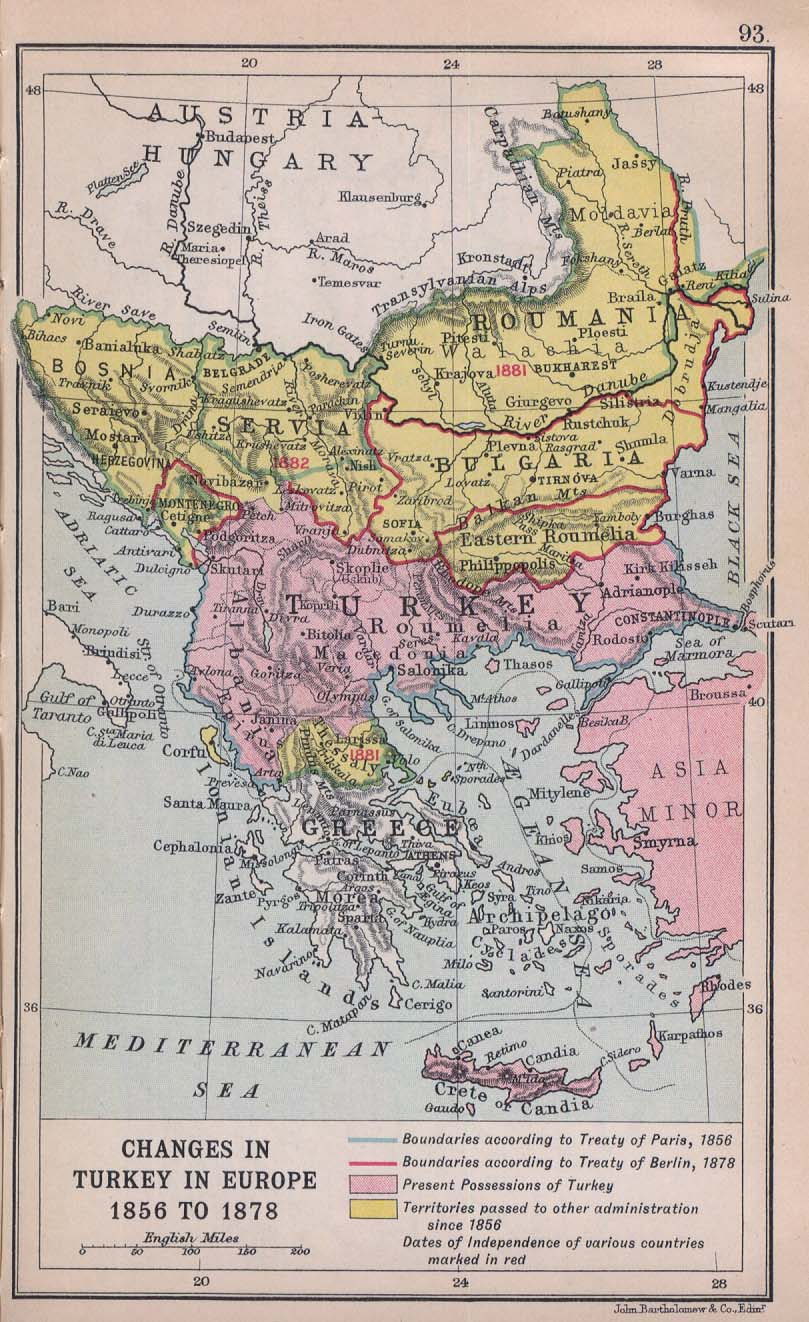
De Balkan en omgeving in de 19e eeuw

Het vorstendom Bulgarije (Bulgaars: Княжество България, Knijazhestvo Balgarija) was een vorstendom in het zuidoosten van Europa dat gecreëerd werd na het Congres van Berlijn in 1878 als vazalstaat van het Ottomaanse Rijk. De Vrede van San Stefano tussen het keizerrijk Rusland en de Verheven Porte op 3 maart beoogde een grotere Bulgaarse staat met alle etnische Bulgaren uit de Balkan. Omdat de andere grootmachten de vestiging van een vazalstaat van Rusland vreesden stonden ze dit niet toe en uiteindelijk kwam er een kleiner suzerein vorstendom. Het Congres van Berlijn maakte van Oost-Roemelië een autonome provincie van het Ottomaanse Rijk, hoewel dit tegen 1885 onder Bulgaarse controle stond.

## Vrede van Berlijn
De Vrede van San Stefano van 3 maart 1878 stelde een Bulgaarse staat voor uit de geografische regio’s Moesië, Thracië en Macedonië. Deze datum is de nationale feestdag van het huidige land.
De andere grootmachten gingen hier echter niet mee akkoord omdat ze vreesden dat de macht van Rusland dan te groot zou worden in de Balkan. Hierdoor werd er tijdens het Congres van Berlijn de Vrede van Berlijn getekend onder toezicht van Otto von Bismarck van het Duitse Keizerrijk en Benjamin Disraeli van het Verenigd Koninkrijk van Groot-Brittannië waarin de grenzen van Groot-Bulgarije verkleind werden.
Er werd een autonoom vorstendom gecreëerde tussen de Donau en de Balkan, met aanvankelijk Veliko Turnovo als hoofdstad. Deze staat zou in principe onder Ottomaanse soevereiniteit staan maar werd geregeerde door een prins verkozen door een congres van de Bulgaarse adel en goedgekeurd door de grootmachten. De prins mocht wel niet van Russische afkomst zijn, en er werd in compromise besloten dat Alexander van Battenberg, een neef van de Russische Tsaar Alexander II de prins zou worden. Ten zuiden van de Balkan kwam de autonome Ottomaanse provincie Oost-Roemelië en Macedonië viel weer onder de soevereiniteit van de Sultan.

## Eenmaking met Oost-Roemelië
De Bulgaren namen een grondwet aan en de macht kwam al snel in handen van de liberale partij geleid door Stefan Stambolov. Prins Alexander had conservatieve ideeën en was gekant tegen het beleid van Stambolov, maar tegen 1885 had hij al meer sympathie voor zijn nieuwe land en steunde de liberalen nu. Hij was ook voorstander van de vereniging van het vorstendom met de Ottomaanse provincie Oost-Roemelië. Datzelfde jaar kwam er een coup in Oost-Roemelië en de Bulgaren grepen de macht. Kort daarna verklaarde Servië de oorlog aan Bulgarije in de hoop grondgebied van de Bulgaren te ontnemen. De Bulgaren versloegen de Serviërs in de Slag bij Slivnitsa en drongen hen terug naar hun eigen land.
De annexatie van Oost-Roemelië bleef echter niet duren en de provincie kwam op 17 april 1886 weer onder Ottomaans soevereiniteit. Toch bleven de Bulgaren de touwtjes in handen houden en de Verheven Porte besloot om de vorst van Bulgarije aan te stellen als gouverneur-generaal van de provincie.
Deze gebeurtenissen maakten Alexander populair in Bulgarije, maar Rusland werd ontevreden over de liberale tendens tijdens zijn regering. In augustus 1886 werd een coup gepleegd en Alexander moest troonsafstand doen en werd verbannen naar Rusland. Stambolov handelde echter snel en de deelnemers aan de coup moesten het land uitvluchten. Hij probeerde Alexander weer op de troon te krijgen maar daartegen kwam fel verzet uit Rusland. In juli 1887 kozen de Bulgaren Ferdinand van Saksen-Coburg-Gotha als nieuwe prins. Ferdinand was de kandidaat van Oostenrijk-Hongarije en de Russen weigerden hem te erkennen. Aanvankelijk werkte Ferdinand samen met Stambolov maar in 1894 verslechterde hun relatie. Stambolov nam ontslag en werd in juli 1895 vermoord. Ferdinand besloot dan om de relatie met Rusland te herstellen, wat betekende dat hij terug moest keren naar een conservatief beleid.

## Verheffing tot koninkrijk en onafhankelijkheid
In Macedonië was er een aanzienlijke bevolking van Bulgaarse origine, die nog steeds onder het Ottomaanse bewind stonden. Om alles nog ingewikkelder te maken maakten Servië en Griekenland ook aanspraak op Macedonië terwijl Servië, als Slavische natie, de Macedonische Slaven tot de Servische natie rekenden. Er kwam een getouwtrek om deze regio die tot de Eerste Wereldoorlog zou duren. In 1903 leek oorlog al vrij dichtbij. In 1908 riep Ferdinand zichzelf uit tot tsaar (koning) en maakte van Bulgarije een onafhankelijk koninkrijk op 5 oktober 1908 (hoewel dit gevierd werd op 22 september omdat Bulgarije tot 1916 de juliaanse kalender gebruikte).